# Alpha Abdoulaye Diallo
Pour les articles homonymes, voir Diallo.
Alpha Abdoulaye Diallo, né le 22 novembre 1977 à Dalaba (Guinée), est un médecin et homme politique guinéen.
Il est depuis 2017 président de la coalition « Publiez ce que vous payez Guinée » (PCQVP Guinée) et est nommé le 22 janvier 2022 membre du Conseil national de la transition en tant que représentant des faîtières des organisations de la société civile.